# Église Saint-Platon-Jovanović de Vrbanja
L'église Saint-Platon-Jovanović (en serbe cyrillique : Храм Светог свештеномученика Платона ; en serbe latin : Hram Svetog sveštenomučenika Platona) est située en Bosnie-Herzégovine, dans la Ville de Banja Luka et dans le faubourg de Vrbanja.